# Euplexidia exotica
Euplexidia exotica är en fjärilsart som beskrevs av Yoshimoto 1987. Euplexidia exotica ingår i släktet Euplexidia och familjen nattflyn. Inga underarter finns listade i Catalogue of Life.